# Vracenky
Vracenky je český černobílý film režiséra Jana Schmidta natočený v roce 1990. Příběh z padesátých let 20. století vypráví o tehdejším životě očima desetiletého kluka. Maminka je svobodná a nadšeně buduje komunismus, kluka vychovává ulice. Desetiletý Honzík se ocitá v napětí mezi vírou v Ježíše Krista a v Lenina. Dětský pohled zprostředkovává radikální transformaci české společnosti po nástupu KSČ k moci, věrně líčí především atmosféru politických procesů.